# Прая-ду-Норти
Прая-ду-Норте (порт. Praia do Norte) — район (фрегезия) в Португалии, входит в округ Азорские острова. Расположен на острове Файял. Является составной частью муниципалитета Орта. Население составляет 259 человек на 2001 год. Занимает площадь 14,00 км².
Покровителем района считается Дева Мария (порт. Nossa Senhora das Dores).